# Atleta (posąg z Efezu)
Atleta – starożytna rzeźba grecka, datowana na I wiek n.e., wykonana w brązie, przedstawiająca Apoksyomenosa oczyszczającego skrobaczkę, znajdująca się w zbiorze antyków Muzeum Historii Sztuki w Wiedniu.

## Historia
Wykonany w brązie posąg Atlety został w końcu XIX wieku znaleziony w Efezie, koło miasta Selçuk w prowincji Izmir w zachodniej Turcji. W 263 roku n.e zostało ono zniszczone przez Gotów, a w 614 roku przez trzęsienie ziemi. Posąg, w postaci kilkuset fragmentów, odkryto  w 1896 roku podczas wykopalisk prowadzonych przez młodego archeologa Rudolfa Heberdeya (1864–1936), kierującego ekspedycją austriacką. Znaleziono go w palestrze na terenie gimnazjonu. 

## Opis
Rzeźba przedstawia nagiego młodego mężczyznę, atletę czyszczącego kciukiem i palcem wskazującym lewej dłoni dopiero co użytą skrobaczkę, którą uczestnicy ćwiczeń i zmagań oczyszczali ciało z oliwy i pyłu (samo narzędzie nie zachowało się). Posąg mierzy 192 cm.

## Rekonstrukcja
Atletę (we fragmentach) ofiarował cesarzowi Franciszkowi Józefowi I sułtan turecki Abdülhamid II. Dopiero w Wiedniu posąg został zrekonstruowany z 234 elementów, które zamocowano na mosiężnych taśmach przy pomocy 1800 śrub i zamontowano na żelaznej ramie. W celu stabilizacji wypełniono go zaprawą murarską. Po rekonstrukcji posąg został w 1911 roku zinwentaryzowany (nr kat. VI 3168). Później jednak rzeźba była wystawiona w świątyni Tezeusza, znajdującej się w wiedeńskim parku Volksgarten, gdzie wskutek warunków atmosferycznych oraz wyziewów przesyconych kwaśnym winem ze znajdującej się poniżej starej piwniczki, zaprawa zaczęła się rozpuszczać. Następnie, wskutek korozji, na brązie pojawiły się wykwity.

## Atrybucja
Rzeźba jest wykonaną w czasach rzymskich kopią zaginionego, a pochodzącego z około 330 roku p.n.e. posągu Apoksyomenosa, młodzieńca czyszczącego wygiętą skrobaczkę strygilis. Posągu nie można przypisać żadnemu greckiemu artyście, jednak liczne jego przedstawienia rzymskie, zarówno w marmurze, jak i powtórzenia na glinianych lub kamiennych płaskorzeźbach, świadczą o dużej popularności oryginału. Odwołując się do analogii z odnalezionym w 1996 roku w Chorwacji posągiem Apoksyomenosa, można przypuszczać, iż autorem greckiego pierwowzoru był Dedal z Sykionu. 

## Światowa ekspozycja
Przed planowaną wystawą objazdową obiektów sztuki z epoki hellenistycznej, organizowaną w 2015 roku wspólnie z Muzeum J. Paul Getty’ego, posąg atlety badano przez dwa lata we współpracy z ekspertami z tego muzeum. Po analizie chemicznej i badaniach endoskopowych, którym poddano zaprawę wypełniającą, oraz badaniach konstrukcji przy pomocy rentgena stwierdzono, że rzeźba jest w dobrym stanie i może „podróżować”. Obydwa posągi, zarówno wykopany w Efezie, jak i wydobyty z morza (z głębokości prawie 50 m w pobliżu wysp Lošinj i Vele Orjule), były razem prezentowane podczas wspólnego tournée – wystawy objazdowej prezentowanej w Wiedniu, Florencji, Los Angeles i Waszyngtonie.

## Galeria

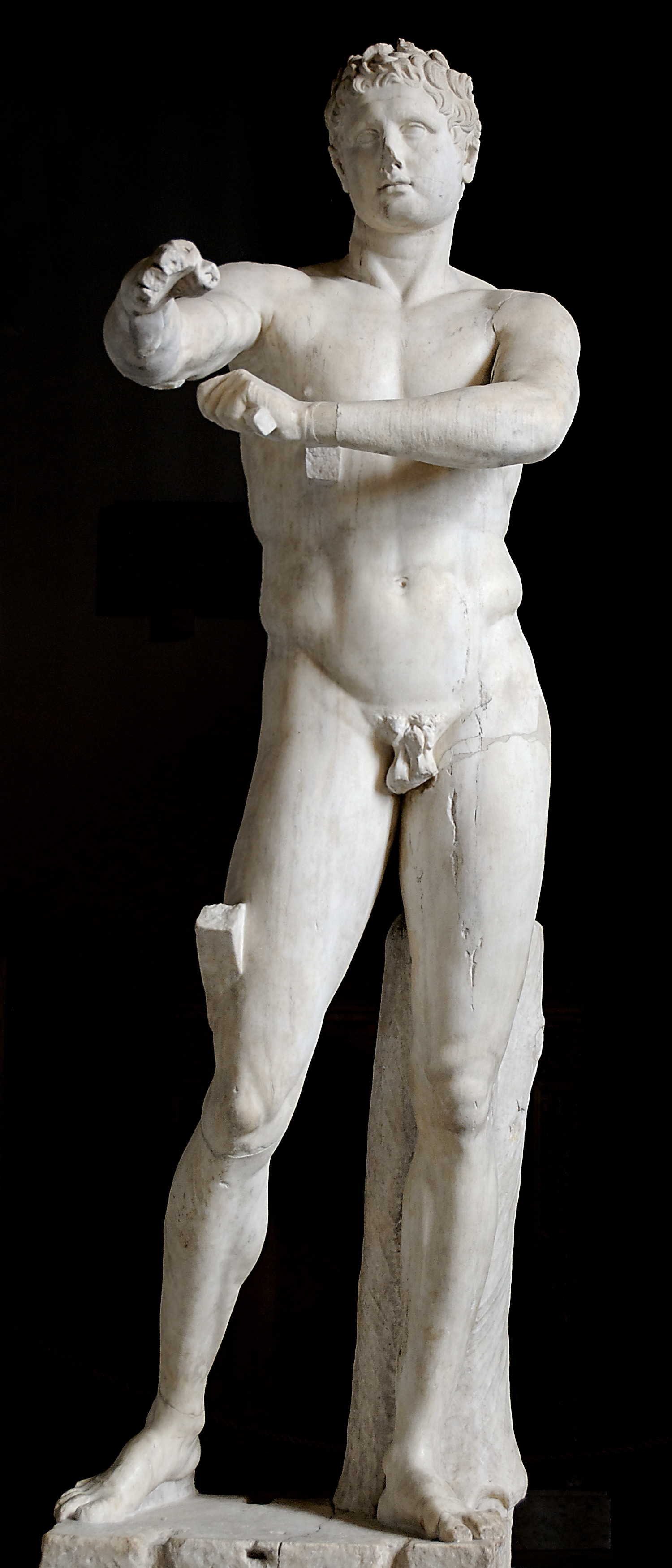
Apoksyomenos z Watykanu
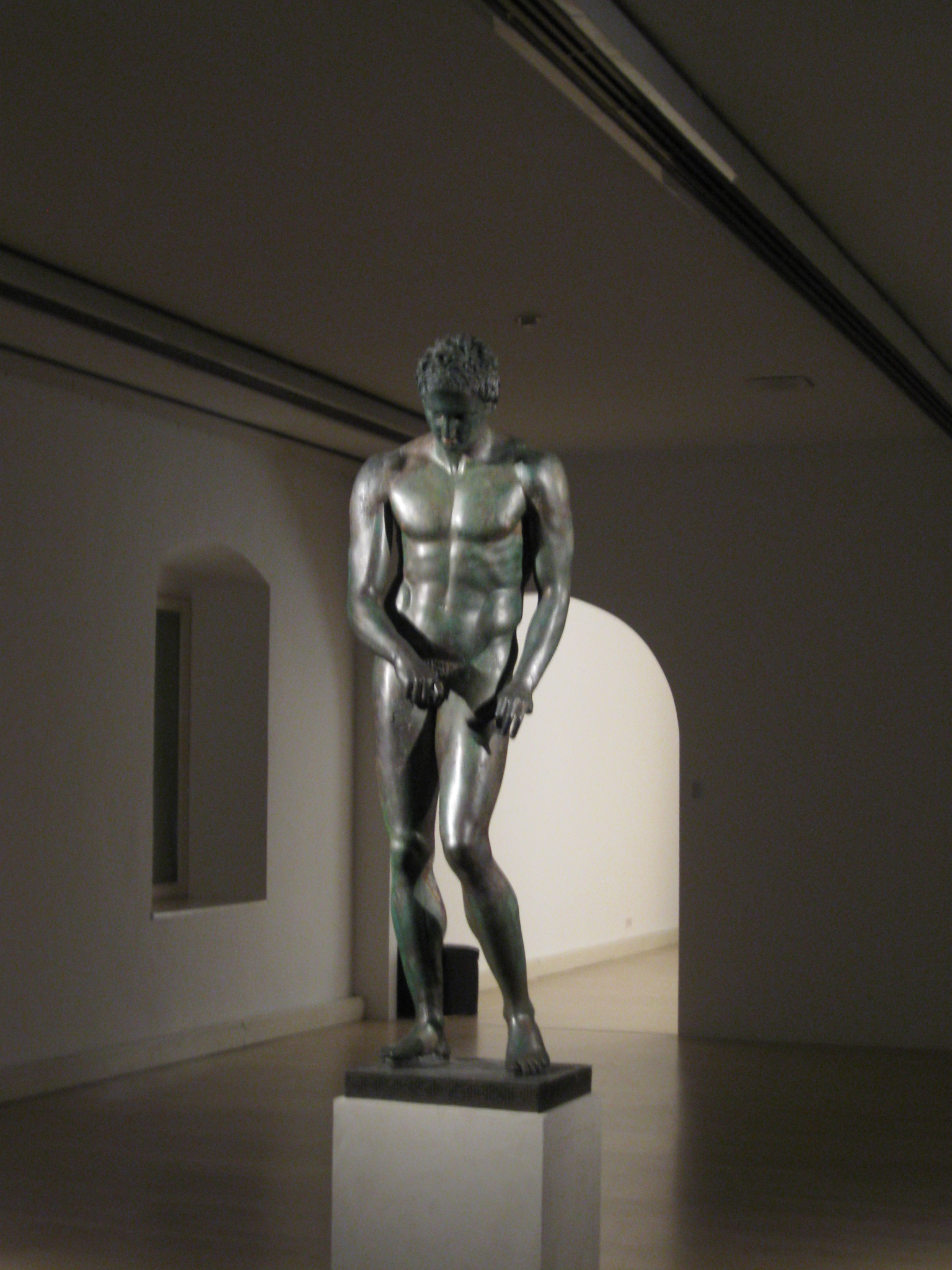
Apoksyomenos „chorwacki”
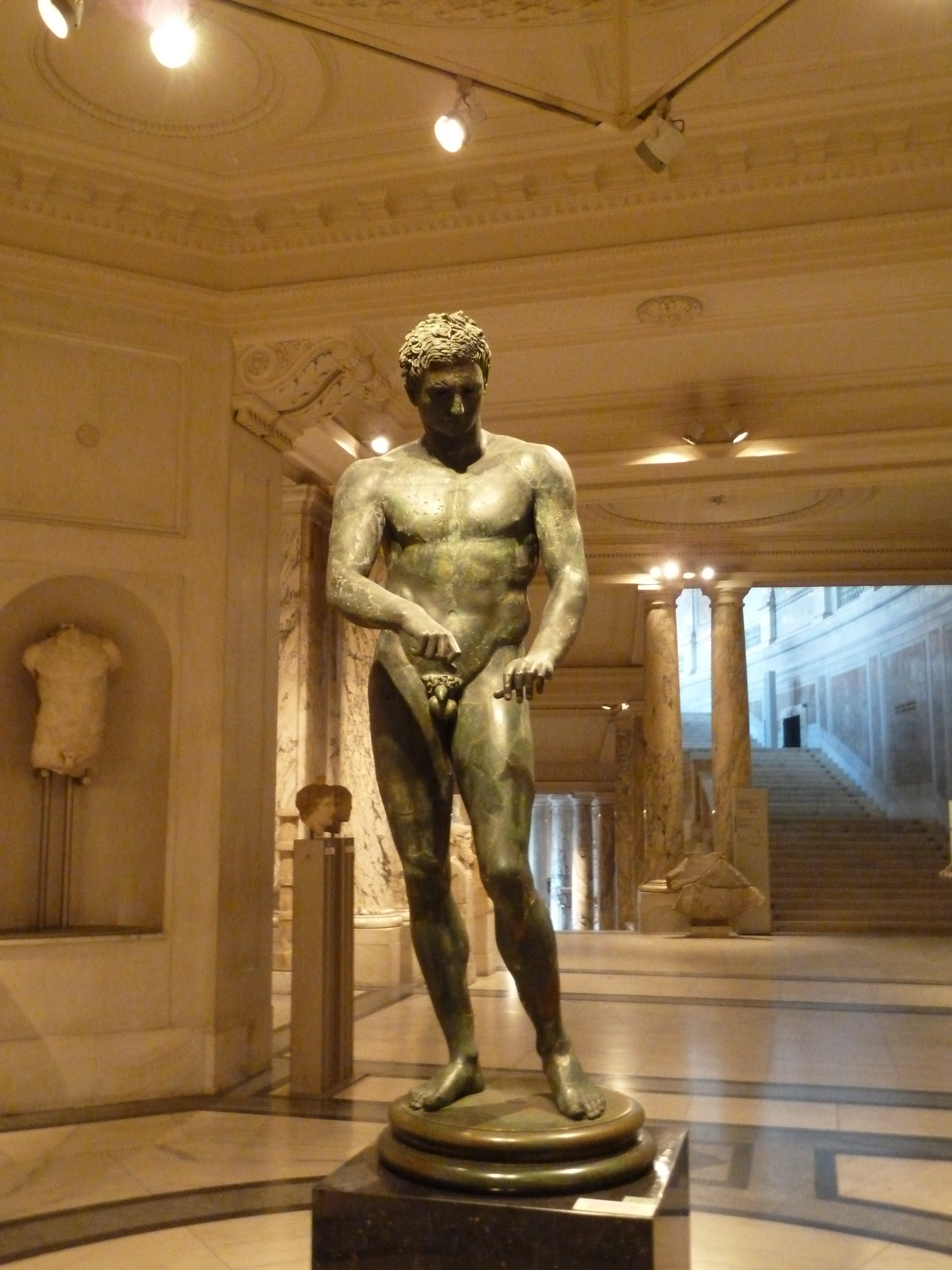
Atleta „efeski”
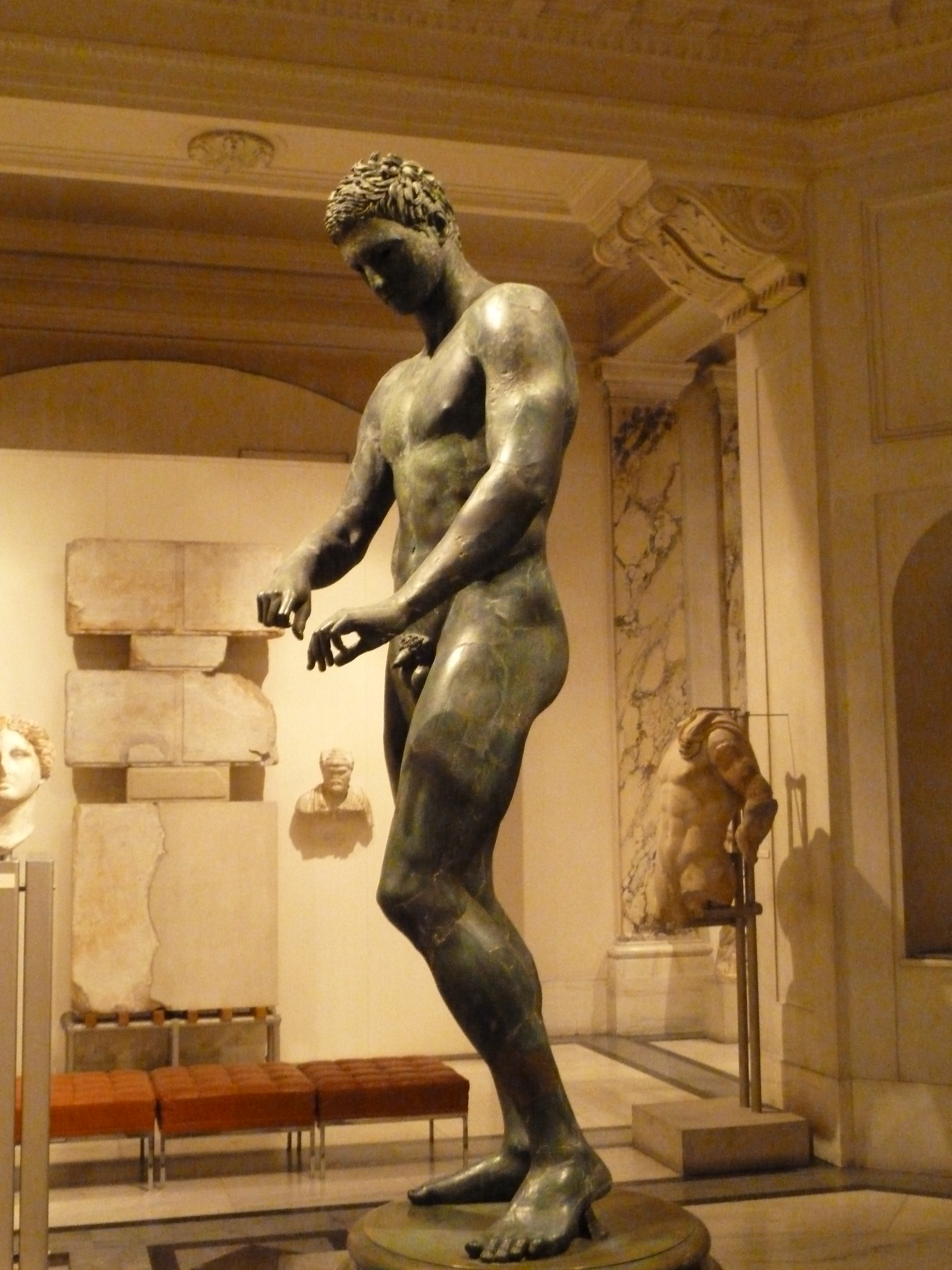
Atleta w bocznym ujęciu